# Outer Dark
Outer Dark è un cortometraggio di Stephen Imwalle del 2009 tratto dal romanzo Il buio fuori di Cormac McCarthy.